# Viaduc de Longeray
Le viaduc de Longeray est un pont ferroviaire de la ligne de Longeray-Léaz au Bouveret qui franchit le Rhône à la sortie de la gare de Longeray-Léaz. Il est situé au hameau de Longeray sur le territoire de la commune de Léaz, dans le département de l'Ain dans la région Auvergne-Rhône-Alpes.
Deux viaducs se sont succédé. Le premier est édifié en 1879 et détruit par l'armée française en 1940. Reconstruit au même endroit, le nouveau viaduc est mis en service en 1943.

## Situation ferroviaire
Permettant le franchissement du Rhône, le viaduc de Longeray est situé au point kilométrique (PK) 140,147 de la ligne de Longeray-Léaz au Bouveret peu après la gare de Longeray-Léaz et la bifurcation avec la ligne de Lyon-Perrache à Genève (frontière).

## Histoire

### Premier viaduc

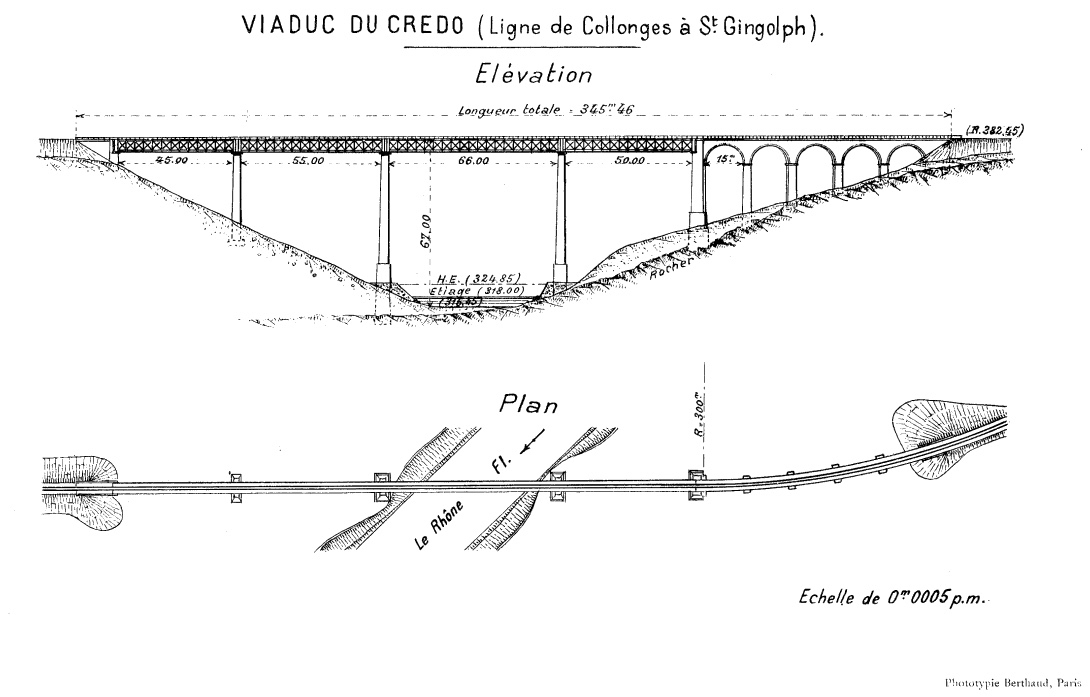
Plan et élévation viaduc du Credo.

Ce premier ouvrage d'art dit viaduc, ou pont, du Credo est prévu pour le franchissement du Rhône par la « ligne de Bellegarde à Saint-Gingolph » de la Compagnie des chemins de fer de Paris à Lyon et à la Méditerranée (PLM). Le viaduc est dessiné par les ingénieurs Moris et Ruelle et la construction revient à la société Joret et Compagnie qui ouvre le chantier en 1875 et le termine en 1879-1880. 
Ce viaduc initial était constitué par quatre travées métalliques à poutres en treillis appuyées sur les deux culées de rives et trois piles intermédiaires en maçonnerie. Il était prolongé de chaque côté par un ouvrage en maçonnerie à une arche côté Bellegarde et à cinq arches côté Le Bouveret.

### Deuxième viaduc
Le chantier pour le deuxième viaduc, remplaçant la section centrale de l'ouvrage initial par trois voûtes en béton composées de voussoirs creux, commença dans le courant de l'automne 1941. Au mois de juin 1942 les coffrages en bois pour la voûte centrale étaient mis en place. À la fin de l'année 1943, une circulation ferroviaire ralentie était possible. Le chantier fut achevé en juillet 1944.